# 1991년 팬아메리칸 게임
1991년 팬아메리칸 게임은 1991년 8월 2일부터 8월 18일까지 쿠바의 아바나에서 열린 11번째 팬아메리칸 게임이다. 이 대회에서 쿠바는 1951년 팬아메리칸 게임 이후 40년 만에 금메달 획득에 있어서 미국을 제치고 1위를 하였다.

## 참가국
- 아르헨티나
- 아루바
- 앤티가 바부다
- 바하마
- 바베이도스
- 벨리즈
- 버뮤다
- 볼리비아
- 브라질
- 영국령 버진아일랜드
- 캐나다
- 케이맨 제도
- 칠레
- 콜롬비아
- 코스타리카
- 쿠바 (개최국)
- 도미니카 공화국
- 에콰도르
- 엘살바도르
- 그레나다
- 과테말라
- 가이아나
- 아이티
- 온두라스
- 자메이카
- 멕시코
- 네덜란드령 안틸레스
- 니카라과
- 파나마
- 파라과이
- 페루
- 푸에르토리코
- 세인트빈센트 그레나딘
- 수리남
- 트리니다드 토바고
- 우루과이
- 미국
- 베네수엘라
- 미국령 버진아일랜드

## 개최 종목
- 근대5종
- 농구
- 다이빙
- 라켓볼
- 레슬링
- 롤러 스케이팅
- 배드민턴
- 배구
- 복싱
- 볼링
- 사격
- 사이클
- 수영
- 수상스키
- 소프트볼
- 스쿼시
- 싱크로나이즈드 스위밍
- 승마
- 야구
- 양궁
- 역도
- 유도
- 육상
- 요트
- 조정
- 축구
- 체조
- 카누
- 탁구
- 태권도
- 테니스
- 트라이애슬론
- 펜싱
- 핸드볼

## 메달 집계
| 순위 | 국가                | 금메달 | 은메달 | 동메달 | 합계 |
| ---- | ------------------- | ------ | ------ | ------ | ---- |
| 1    | 쿠바                | 140    | 62     | 63     | 265  |
| 2    | 미국                | 130    | 125    | 97     | 352  |
| 3    | 캐나다              | 22     | 46     | 59     | 127  |
| 4    | 브라질              | 21     | 21     | 37     | 79   |
| 5    | 멕시코              | 14     | 23     | 38     | 75   |
| 6    | 아르헨티나          | 11     | 15     | 29     | 55   |
| 7    | 콜롬비아            | 5      | 15     | 21     | 41   |
| 8    | 베네수엘라          | 4      | 14     | 20     | 38   |
| 9    | 푸에르토리코        | 3      | 13     | 11     | 27   |
| 10   | 칠레                | 2      | 1      | 7      | 10   |
| 11   | 자메이카            | 2      | 1      | 5      | 8    |
| 12   | 수리남              | 1      | 2      | 1      | 4    |
| 13   | 트리니다드 토바고   | 1      | 1      | 0      | 2    |
| 14   | 코스타리카          | 1      | 0      | 1      | 2    |
| 15   | 도미니카 공화국     | 0      | 5      | 4      | 9    |
| 16   | 과테말라            | 0      | 1      | 5      | 6    |
| 17   | 니카라과            | 0      | 1      | 2      | 3    |
| 18   | 에콰도르            | 0      | 1      | 1      | 2    |
| 18   | 바하마              | 0      | 1      | 1      | 2    |
| 20   | 우루과이            | 0      | 1      | 0      | 1    |
| 20   | 파나마              | 0      | 1      | 0      | 1    |
| 20   | 볼리비아            | 0      | 1      | 0      | 1    |
| 23   | 페루                | 0      | 0      | 3      | 3    |
| 24   | 미국령 버진아일랜드 | 0      | 0      | 2      | 2    |
| 24   | 가이아나            | 0      | 0      | 2      | 2    |
| 26   | 아이티              | 0      | 0      | 1      | 1    |
| 합계 | 합계                | 357    | 351    | 410    | 1118 |